# Paul von Windheim
Paul Franz von Windheim (* 16. April 1854 in Neuhaldensleben; † 4. November 1912 in Döberitz) war ein preußischer Generalleutnant.

## Leben

### Herkunft
Windheim war der Sohn eines preußischen Stadt- und Kreisgerichtsrates und dessen Ehefrau Berthe, geborene Freiberg.

### Militärkarriere
Nach dem Besuch des Kadettenkorps trat Windheim am 19. April 1873 in das 1. Großherzoglich Hessische Dragoner-Regiment (Garde-Dragoner-Regiment) Nr. 23 der Preußischen Armee ein und avancierte bis Mitte Oktober 1874 zum Sekondeleutnant. 1878 wurde er Regimentsadjutant, rückte Mitte September 1884 zum Premierleutnant auf und war ab 1885 als Adjutant der 31. Infanterie-Brigade in Straßburg kommandiert. Unter Enthebung von diesem Kommando wurde Windheim Ende August 1889 als charakterisierter Rittmeister in das 1. Hannoversche Dragoner-Regiment Nr. 9 nach Metz versetzt. Einen Monat später erhielt er mit der Ernennung zum Eskadronchef das Patent zu seinem Dienstgrad. Am 17. September 1892 wurde er als Hauptmann dem Generalstab der Armee aggregiert und in den Generalstab der 3. Division versetzt. In dieser Stellung rückte Windheim Mitte April 1895 zum Major auf und wurde ein Jahr später zum Generalstab des III. Armee-Korps nach Berlin versetzt.
Mit der Ernennung zum etatmäßigen Stabsoffizier im 2. Pommerschen Ulanen-Regiment Nr. 9 trat er Ende März 1900 in den Truppendienst zurück. Am 18. Mai 1901 beauftragte man ihn zunächst mit der Führung des Kürassier-Regiments „von Driesen“ (Westfälisches) Nr. 4 und ernannte ihn als Oberstleutnant am 16. Juni 1901 zum Kommandeur dieses Verbandes. Windheim wurde am 27. Januar 1903 als Chef des Generalstabes des XIII. (Königlich Württembergisches) Armee-Korps nach Württemberg kommandiert. In dieser Stellung erhielt er Mitte Mai 1903 das Ehrenkreuz des Ordens der Württembergischen Krone, avancierte im Folgejahr zum Oberst und wurde im Mai 1905 mit dem Komturkreuz des Friedrichs-Ordens ausgezeichnet.
Unter Enthebung von seinem Kommando nach Württemberg wurde Windheim mit der Uniform des Generalstabes am 10. April 1906 mit der Führung der 5. Kavallerie-Brigade beauftragt. Am 14. Juni 1906 erfolgte seine Ernennung zum Kommandeur dieser Brigade und am 18. August 1908 die Beförderung zum Generalmajor. Ende des Jahres 1910 wurde Windheim zum Oberquartiermeister im Großen Generalstab ernannt. Er avancierte am 21. April 1911 zum Generalleutnant und wurde am 6. April 1912 mit der Wahrnehmung der Geschäfte des Generalinspekteurs der Kavallerie beauftragt. In dieser Eigenschaft erhielt Windheim Mitte September 1912 den Stern zum Roten Adlerorden II. Klasse mit Eichenlaub und der Königlichen Krone.
Paul von Windheim starb am 4. November 1912 im Alter von 58 Jahren, als er während einer Parforcejagd zum Hubertustag in Döberitz einen Herzschlag erlitt und vom Pferd stürzte. Wiederbelebungsversuche an der Jagd teilnehmender Ärzte blieben erfolglos. Windheim war bereits seit einigen Tagen leidend gewesen und hatte Atembeschwerden beklagt. Aus Anlass seines plötzlichen Todes bestimmte Kaiser Wilhelm II., dass alle Offiziere der Kavallerie auf drei Tage Trauer anlegen. Zudem wurde verfügt, dass der gegenwärtige Kommandeur des Kürassier-Regiments „von Driesen“ (Westfälisches) Nr. 4 an den Trauerfeierlichkeiten teilzunehmen hatte. Die Beisetzung, nach einer Trauerfeier in der benachbarten Gnadenkirche, erfolgte am 8. November 1912 auf dem Berliner Invalidenfriedhof. Das Grab von Paul von Windheim ist nicht erhalten.

### Familie
Windheim war in erster Ehe mit Wilhelmine Freiin von Lepel (1861–1893) verheiratet. Nach ihrem Tod heiratete er am 31. Oktober 1895 in Kassel deren jüngere Schwester Anna (* 1867).